# Équitation aux Jeux méditerranéens de 2018
Navigation
Pescara 2009 Oran 2022
Les épreuves d'équitation des Jeux méditerranéens de 2018 ont lieu à Tarragone, en Espagne, du 27 au 29 juin 2018.
L'équitation revient au programme des Jeux méditerranéens après avoir été supprimé en 2013.
Deux épreuves sont disputées.

## Podiums
| Épreuves                     | Or                                                                                      | Argent                                                                            | Bronze                                                                            |
| ---------------------------- | --------------------------------------------------------------------------------------- | --------------------------------------------------------------------------------- | --------------------------------------------------------------------------------- |
| Saut d'obstacles individuel  | Félicie Bertrand (FRA)                                                                  | Alexandra Paillot (FRA)                                                           | Abdelkader Said (EGY)                                                             |
| Saut d'obstacles par équipes | Portugal Rodrigo Almeida António José Matos Almeida Luís Sabino Gonçalves Duarte Seabra | France Félicie Bertrand Alexandra Paillot Pierre-Alain Mortier Titouan Schumacher | Italie Giampiero Garofalo Francesca Arioldi Filippo Marco Bologni Matteo Leonardi |

## Tableau des médailles
*  Pays organisateur 
| Rang  | Nation   | Or | Argent | Bronze | Total |
| ----- | -------- | -- | ------ | ------ | ----- |
| 1     | France   | 1  | 2      | 0      | 3     |
| 2     | Portugal | 1  | 0      | 0      | 1     |
| 3     | Égypte   | 0  | 0      | 1      | 1     |
| 3     | Italie   | 0  | 0      | 1      | 1     |
| Total | Total    | 2  | 2      | 2      | 6     |